# S/2004 S 26
S/2004 S 26 es un satélite natural de Saturno. Su descubrimiento fue anunciado por Scott S. Sheppard, David C. Jewitt y Jan Kleyna el 7 de octubre de 2019 a partir de observaciones tomadas entre el 12 de diciembre de 2004 y el 21 de marzo de 2007.
S/2004 S 26 tiene unos 4 kilómetros de diámetro y orbita a Saturno a una distancia promedio de 26,676 Gm (0,178 UA) en 1627,18 días (el único satélite conocido que tarda más de 4 años en orbitar Saturno), con una inclinación de 171° a la eclíptica, en dirección retrógrada y con una excentricidad de 0,165.